# Hystrix (plante)
Cet article concerne le genre de plantes. Pour le genre d’animaux, voir Hystrix (mammifère).
Genre
Hystrix est un genre de plantes monocotylédones de la famille des Poaceae, 
sous-famille des Pooideae, originaire d'Asie et d'Amérique du Nord, qui comprend une dizaine d'espèces acceptées.

## Taxinomie
En 2007, Ellneskog-Staam et al. proposent de regrouper les espèces H. longearistata, H. duthiei et H. coreana au sein du genre Leymus et les espèces H. patula et  H. komarovii au sein du genre Elymus. En 2009, Zhang et al. proposent de renommer Hystrix patula en Elymus hystrix. 

### Liste d'espèces
Selon The Plant List (26 mai 2018) :
- Hystrix californica (Bol.) Kuntze
- Hystrix coreana (Honda) Ohwi
- Hystrix duthiei (Stapf) Bor
- Hystrix gracilis (Hook.f.) Kuntze
- Hystrix japonica (Hack.) Ohwi
- Hystrix komarovii (Roshev.) Ohwi
- Hystrix laevis (Petrie) Allan
- Hystrix patula Moench
- Hystrix sibirica (Trautv.) Kuntze

### Synonymes
Selon BioLib (26 mai 2018) :
- Asperella Humb.

- Cockaynea Zotov
- Gymnostichum Schreb.
- Macrohystrix (Tzvelev) Tzvelev & Prob.
- Microhystrix (Tzvelev) Tzvelev & Prob.
- Stenostachys Turcz.